# Luís Nunes de Carvalho
Luís Nunes de Carvalho (local e data de nascimento e morte ignorados) foi o décimo-terceiro governador da capitania da Paraíba. Administrou a então província entre 15 de abril de 1670 e 3 de outubro de 1673 a mando da Coroa portuguesa.